# The Crystal Ship
The Crystal Ship is een nummer van de Amerikaanse band The Doors. Het nummer verscheen als de derde track op hun debuutalbum The Doors uit 1967. Tevens werd het uitgebracht op de B-kant van de single Light My Fire.

## Achtergrond
The Crystal Ship is geschreven door zanger Jim Morrison en geproduceerd door Paul Rothchild. Morrison schreef het nummer voor zijn eerste serieuze vriendin kort nadat hun relatie was beëindigd. Hij zou het geschreven hebben nadat hij lsd had ingenomen op een strand in Isla Vista, terwijl hij uitkeek op de knipperende lichten van een booreiland op het Ellwood Oil Field.
De titel van The Crystal Ship is afkomstig uit het Ierse manuscript Lebor na hUidre. Door het eerste couplet lijkt het nummer een traditioneel liefdeslied te zijn, maar de andere coupletten zijn vager en kennen moeilijkere teksten. Later werd een videoclip van het nummer gemaakt, dat bestond uit beelden van een optreden van The Doors in American Bandstand, gecombineerd met beelden van Morrison en zijn vriendin Pamela Courson bij de rivier Kern.
Het gerucht dat The Crystal Ship zou gaan over methamfetamine werd verworpen door drummer John Densmore. Als antwoord op een brief in de Los Angeles Times zei hij dat, hoewel Morrison wist dat "crystal meth" een ander woord was voor methamfetamine, hij "het nummer schreef voor Mary Werbelow, een vriendin met wie hij het uitmaakte: het was dus bedoeld als een afscheidsliefdeslied".

## NPO Radio 2 Top 2000
The Crystal Ship stond alleen in 2016 in de NPO Radio 2 Top 2000, op plek 1957.